# Sozialdemokratische Partei Europas
Die Sozialdemokratische Partei Europas (SPE; englisch Party of European Socialists, PES; französisch Parti socialiste européen, PSE) ist eine europäische politische Partei. Sie umfasst 33 sozialdemokratische und sozialistische Parteien sowie Arbeiterparteien aus der gesamten Europäischen Union, aus dem Vereinigten Königreich und aus Norwegen sowie weitere assoziierte Parteien aus mehreren anderen europäischen Ländern. Im Europäischen Parlament gehören ihr 136 der 720 Europaabgeordneten an. Die Fraktion der SPE trägt den Namen Fraktion der Progressiven Allianz der Sozialdemokraten im Europäischen Parlament (S&D) und umfasst 136 Mitglieder.

## Mitgliedsparteien

### Vollmitglieder
| Staat                                | Partei                                      | Abkürzung | MdEP  | Nationale Abgeordnete |
| ------------------------------------ | ------------------------------------------- | --------- | ----- | --------------------- |
| Belgien                              | Parti Socialiste/Sozialistische Partei      | PS/SP     | 2/21  | 20/150                |
| Belgien                              | Vooruit                                     | V         | 1/21  | 9/150                 |
| Bulgarien                            | Bălgarska Socialističeska Partija           | BSP       | 5/17  | 80/240                |
| Dänemark                             | Socialdemokraterne                          | S         | 3/14  | 48/179                |
| Deutschland                          | Sozialdemokratische Partei Deutschlands     | SPD       | 14/96 | 120/630               |
| Estland                              | Sotsiaaldemokraatlik Erakond                | SDE       | 2/7   | 10/101                |
| Finnland                             | Suomen sosialidemokraattinen puolue         | SDP       | 2/14  | 40/200                |
| Frankreich                           | Parti socialiste                            | PS        | 3/79  | 20/577                |
| Griechenland                         | Kinima Allagis                              | KINAL     | 2/21  | 22/300                |
| Irland                               | Labour Party                                | LAB       | 0/11  | 6/160                 |
| Italien                              | Partito Socialista Italiano                 | PS        | 0/76  | 0/630                 |
| Italien                              | Partito Democratico                         | PD        | 16/75 | 111/630               |
| Kroatien                             | Socijaldemokratska partija Hrvatske         | SDP       | 4/12  | 54/151                |
| Lettland                             | Sociāldemokrātiskā partija „Saskaņa“        | SDPS      | 2/8   | 22/100                |
| Litauen                              | Lietuvos socialdemokratų partija            | LSDP      | 2/11  | 13/141                |
| Luxemburg                            | Lëtzebuerger Sozialistesch Aarbechterpartei | LSAP      | 1/6   | 10/60                 |
| Malta                                | Partit Laburista                            | PL        | 4/6   | 36/67                 |
| Niederlande                          | Partij van de Arbeid                        | PvdA      | 6/29  | 9/150                 |
| Norwegen                             | Arbeiderpartiet                             | Ap        | na    | 49/160                |
| Österreich                           | Sozialdemokratische Partei Österreichs      | SPÖ       | 5/19  | 40/183                |
| Polen                                | Nowa Lewica                                 | NL        | 7/52  | 19/460                |
| Portugal                             | Partido Socialista                          | PS        | 9/21  | 78/230                |
| Rumänien                             | Partidul Social Democrat                    | PSD       | 11/33 | 86/330                |
| Schweden                             | Sveriges socialdemokratiska arbetareparti   | SAP       | 5/21  | 100/349               |
| Slowakei                             | Smer – slovenská sociálna demokracia *      | SMER-SSD  | 3/14  | 49/150                |
| Slowenien                            | Socialni demokrati                          | SD        | 2/8   | 7/90                  |
| Spanien                              | Partido Socialista Obrero Español           | PSOE      | 21/59 | 123/350               |
| Tschechien                           | Sociální demokracie                         | SOCDEM    | 0/21  | 0/200                 |
| Ungarn                               | Magyar Szocialista Párt                     | MSZP      | 1/21  | 15/199                |
| Ungarn                               | Demokratikus Koalíció                       | DK        | 4/21  | 14/199                |
| Vereinigtes Königreich               | Labour Party                                | Labour    | na    | 411/650               |
| Vereinigtes Königreich ( Nordirland) | Social Democratic and Labour Party          | SDLP      | na    | 2/650                 |
| Zypern                               | Kinima Sosialdimokraton                     | EDEK      | 1/6   | 4/56                  |

### Assoziierte Parteien
| Staat                   | Partei                                         | Abkürzung    | MdEP |
| ----------------------- | ---------------------------------------------- | ------------ | ---- |
| Albanien                | Partia Socialiste e Shqipërisë                 | PSS          | na   |
| Bosnien und Herzegowina | Socijaldemokratska partija Bosne i Hercegovine | SDP          | na   |
| Bulgarien               | Partei bulgarischer Sozialdemokraten           | PBS          | 0/17 |
| Island                  | Samfylkingin                                   | Samfylking   | na   |
| Moldau                  | Partidul Social Democrat European              | PSDE Moldova | na   |
| Montenegro              | Demokratska Partija Socijalista Crne Gore      | DPS          | na   |
| Montenegro              | Socijaldemokratska Partija Crne Gore           | SDP          | na   |
| Nordmazedonien          | Socijaldemokratski Sojuz na Makedonija         | SDSM         | na   |
| Schweiz                 | Sozialdemokratische Partei der Schweiz         | SP           | na   |
| Serbien                 | Demokratska Stranka                            | DS           | na   |
| Slowakei                | Hlas – sociálna demokracia *                   | HLAS         | 0/14 |
| Türkei                  | Cumhuriyet Halk Partisi                        | CHP          | na   |
| Türkei                  | Halkların Demokratik Partisi                   | HDP          | na   |

### Parteien mit Beobachterstatus
| Staat                         | Partei                                         | Abkürzung | MdEP |
| ----------------------------- | ---------------------------------------------- | --------- | ---- |
| Ägypten                       | Ägyptische Sozialdemokratische Partei          | ESDP      | na   |
| Andorra                       | Partit Socialdemòcrata                         | PS        | na   |
| Armenien                      | Armenische Revolutionäre Föderation            | ARF       | na   |
| Belarus                       | Hramada V                                      | BSDP      | na   |
| Belarus                       | Narodnaya Hramada V                            | BSDP H    | na   |
| Israel                        | Awoda                                          |           | na   |
| Israel                        | Meretz                                         |           | na   |
| Kosovo                        | Lëvizja Vetëvendosje!                          | LVV       | na   |
| Lettland                      | Latvijas Sociāldemokrātiskā Strādnieku partija | LSDSP     | 0/8  |
| Marokko                       | Union Socialiste des Forces Populaires         | USFP      | na   |
| Palästina                     | Fatah                                          |           | na   |
| Rumänien                      | Pro România                                    | PRO       | 1/33 |
| San Marino                    | Partito dei Socialisti e dei Democratici       | PSD       | na   |
| Serbien                       | Stranka slobode i pravde                       | SSP       | na   |
| Tunesien                      | Demokratisches Forum für Arbeit und Freiheit   | Ettakatol | na   |
| Türkische Republik Nordzypern | Cumhuriyetçi Türk Partisi                      | CTP       | na   |

Darüber hinaus gehören der S&D-Fraktion im Europäischen Parlament Abgeordnete anderer Parteien an, die an keiner Europapartei beteiligt sind oder an einer, die nur wenige Abgeordnete stellt. Beispiele hierfür sind die französische linksliberale Partei Parti radical de gauche oder die griechische Partei „To Potami“.

## Geschichte
Die Anfänge der internationalen Kooperation zwischen sozialdemokratischen und sozialistischen Parteien gehen auf die Arbeiterbewegung in der zweiten Hälfte des 19. Jahrhunderts zurück. Die gemeinsame Mitgliedschaft in der Sozialistischen Internationale bildete für die sozialdemokratischen und sozialistischen Parteien in West-Europa die Grundlage für ihre Zusammenarbeit im Rahmen der sich abzeichnenden europäischen Integration.
Im Januar 1957 führten sozialdemokratische Parteien der Mitgliedsstaaten der Europäischen Gemeinschaft für Kohle und Stahl (EGKS) erstmals einen Kongress in Luxemburg durch und verständigten sich auf die Schaffung eines Verbindungsbüros (Liaison Bureau of the Socialist Parties of the European Community). Auf dem 8. Kongress Ende Juni 1971 in Brüssel wurde das Verbindungsbüro in Office of the Social Democratic Parties of the European Community umbenannt.
Auf der Sitzung des Verbindungsbüros am 5. April 1974 in Luxemburg wurde der in Deutschland bezeichnete Bund der Sozialdemokratischen Parteien der Europäischen Gemeinschaft als europäischer Parteienzusammenschluss gegründet. Die Parteien konnten sich allerdings nicht auf einen einheitlichen Namen einigen, was zu einer unterschiedlichen Definition des Parteizusammenschlusses führte: federatie in den Niederlanden, union in Frankreich, Bund in Deutschland, confederation in Großbritannien, confederazione in Italien und samenslutingen in Dänemark. Der Sitz des Parteibüros wurde kurze Zeit später von Luxemburg nach Brüssel verlegt. Der erste Präsident des Bundes wurde der Deutsche Wilhelm Dröscher (SPD), ihm zur Seite standen die zwei Stellvertreter Sicco Mansholt (ehemaliger Präsident der EG-Kommission) und Robert Pontillon (Internationaler Sekretär der französischen Sozialisten).
Nach den ersten unmittelbaren Wahlen zum Europäischen Parlament im Juni 1979 stellten die Mitgliedsparteien des Bundes die meisten Abgeordneten und konnten mit 113 gegenüber den 107 Parlamentariern der EVP die stärkste Fraktion bilden.
Die zweiten Wahlen zum Europäischen Parlament im Juni 1984 konnten die im Bund zusammenschlossenen Parteien deutlicher als gegenüber 1979 gewinnen und bildeten in der zweiten Legislaturperiode mit 130 Fraktionsmitgliedern gegenüber 110 der EVP erneut die stärkste Gruppierung im Parlament.
Aufgrund des Maastricht-Vertrages zur Gründung der Europäischen Union und des revidierten EG-Vertrag mit Artikel 138a der eine Norm zu europäischen Parteien beinhaltet, wurde auf dem Kongress in Den Haag am 9. und 10. November 1992 die Sozialdemokratische Partei Europas (SPE) gegründet (in den Landessprachen einiger Mitgliedsparteien unter dem Namen Sozialistische Partei Europas). Ebenfalls 1992 schlossen sich die sozialistischen und sozialdemokratischen Jugendorganisationen als Europäische Jungsozialisten (ECOSY) zusammen.
Die europäische Parteienvereinigung besteht aus 32 Parteien aus allen Mitgliedsstaaten der Europäischen Union sowie der norwegischen Arbeiderpartiet. In Kroatien, Mazedonien, der Schweiz und der Türkei ist die SPE mit assoziierten Parteien vertreten.
Von April 2004 bis zum 24. November 2011 war der ehemalige dänische Ministerpräsident und Europaabgeordnete Poul Nyrup Rasmussen Vorsitzender der SPE. Sein Nachfolger ist der Vorsitzende der Bulgarischen Sozialistischen Partei Sergei Stanischew, welcher das Amt zunächst als Interimspräsident ausübte und auf dem Parteikongress im September 2012 formell im Amt bestätigt wurde.
Im Europäischen Parlament bildet die SPE eine eigene Fraktion, der jedoch auch einige nationale Parteien angehören, die nicht Mitglied der SPE sind. Die Progressive Allianz der Sozialisten und Demokraten (S&D) ist seit der Europawahl 2009 mit 184 Sitzen die zweitstärkste Fraktion des Parlaments und die einzige, die Mitglieder aus allen 27 EU-Staaten hat. Fraktionsvorsitzender ist der österreichische Sozialdemokrat Hannes Swoboda.

### Parteivorsitzende
Die folgende Liste führt die Präsidenten der SPE (bzw. bis November 1992 des Bundes der Sozialdemokratischen Parteien der EG) auf.
| Präsident | Präsident            | Staat                  | Nationale Partei                              | Amtszeit          | Amtszeit          |
| --------- | -------------------- | ---------------------- | --------------------------------------------- | ----------------- | ----------------- |
| 1.        | Wilhelm Dröscher     | Deutschland            | Sozialdemokratische Partei Deutschlands (SPD) | April 1974        | November 1977     |
| 2.        | Robert Pontillon     | Frankreich             | Parti Socialiste (PS)                         | Januar 1978       | März 1980         |
| 3.        | Joop den Uyl         | Niederlande            | Partij van de Arbeid (PvdA)                   | März 1980         | Mai 1987          |
| 4.        | Vítor Constâncio     | Portugal               | Partido Socialista (PS)                       | Mai 1987          | Januar 1989       |
| 5.        | Guy Spitaels         | Belgien                | Parti Socialiste (PS)                         | Februar 1989      | Mai 1992          |
| 6.        | Willy Claes          | Belgien                | Socialistische Partij Anders (sp.a)           | November 1992     | Oktober 1994      |
| 7.        | Rudolf Scharping     | Deutschland            | Sozialdemokratische Partei Deutschlands (SPD) | März 1995         | Mai 2001          |
| 8.        | Robin Cook           | Vereinigtes Königreich | Labour Party                                  | Mai 2001          | 24. April 2004    |
| 9.        | Poul Nyrup Rasmussen | Dänemark               | Socialdemokraterne (S)                        | 24. April 2004    | 24. November 2011 |
| 10.       | Sergei Stanischew    | Bulgarien              | Bulgarische Sozialistische Partei (BSP)       | 24. November 2011 | 14. Oktober 2022  |
| 11.       | Stefan Löfven        | Schweden               | Sveriges socialdemokratiska arbetareparti (S) | 14. Oktober 2022  | –                 |

### Generalsekretäre
| Generalsekretär | Generalsekretär      | Staat       | Nationale Partei                              | Amtszeit       | Amtszeit       |
| --------------- | -------------------- | ----------- | --------------------------------------------- | -------------- | -------------- |
| 1.              | Manfred Michel       | Deutschland | Sozialdemokratische Partei Deutschlands (SPD) | April 1974     | Juli 1977      |
| 2.              | Dick Toornstra       | Niederlande | Partij van de Arbeid (PvdA)                   | Juli 1977      | November 1982  |
| 3.              | Mauro Giallombardo   | Italien     | Partito Socialista Italiano (PSI)             | November 1982  | Oktober 1989   |
| 4.              | Axel Hanisch         | Deutschland | Sozialdemokratische Partei Deutschlands (SPD) | Oktober 1989   | November 1992  |
| 5.              | Jean-François Vallin | Frankreich  | Parti Socialiste (PS)                         | November 1992  | September 1999 |
| 6.              | Antony Beumer        | Niederlande | Partij van de Arbeid (PvdA)                   | September 1999 | Juni 2004      |
| 7.              | Philip Cordery       | Frankreich  | Parti Socialiste (PS)                         | Juni 2004      | September 2012 |
| 8.              | Achim Post           | Deutschland | Sozialdemokratische Partei Deutschlands (SPD) | September 2012 | November 2023  |
| 9.              | Giacomo Filibeck     | Italien     | Partito Democratico (PD)                      | November 2023  | -              |

## Parteikongress
Die SPE organisiert alle zweieinhalb Jahre einen europaweiten Kongress, einmal im Jahr der Wahlen zum Europäischen Parlament, und einmal zur Halbzeit.

## SPE-Mitglieder in europäischen Institutionen

### Überblick
| Organisation      | Institution                                    | Sitze   |
| ----------------- | ---------------------------------------------- | ------- |
| Europäische Union | Europäisches Parlament                         | 136/720 |
| Europäische Union | Europäische Kommission                         | 4/27    |
| Europäische Union | Europäischer Rat (Staats- und Regierungschefs) | 3/27    |

### Europäischer Rat

Länder mit SPE-Ratsmitglied sind rot markiert

Die SPE stellt derzeit (Mai 2025) drei der 27 Mitglieder (Staats- und/oder Regierungschefs) des Europäischen Rats:
- Spanien: Pedro Sánchez (PSOE)
- Malta: Robert Abela (PL)
- Dänemark: Mette Frederiksen (A)

Außerdem stellt die SPE mit dem Portugiesen António Costa (PS) den nicht stimmberechtigten Ratspräsidenten.

### Europäische Kommission
Der seit dem 1. Dezember 2024 amtierenden Kommission von der Leyen II gehören vier Kommissare aus Mitgliedsparteien der SPE an. Zwei davon sind Vizepräsidentinnen der Kommission.

### Europäisches Parlament
Zuletzt war aus den Reihen der SPE von 2019 bis 2022 der Italiener David Sassoli von der PD Präsident des Europäischen Parlaments. Die SPE stellt derzeit 136 der insgesamt 720 Europaabgeordneten.

## Mitgliedschaften
Die SPE ist Mitglied in der Europäischen Bewegung International und der Sozialistischen Internationalen.